# Alexis-François Artaud de Montor
Alexis-François Artaud de Montor (Parigi, 21 luglio 1772 – Parigi, 12 novembre 1849) è stato uno storico, diplomatico e traduttore francese.

## Biografia
Sotto Napoleone Bonaparte venne investito del titolo di segretario della delegazione francese a Roma.
Divenne censore nell'ultimo anno dell'impero napoleonico e durante la restaurazione venne trasferito a Vienna. Dopo il 1830 si ritirò a vita privata dedicandosi esclusivamente alla letteratura e alla traduzione di opere classiche.
Il 17 dicembre 1830 divenne membro de l'Académie des inscriptions et belles-lettres.
Dal 9 febbraio 1836 fu corrispondente dell'Accademia della Crusca.

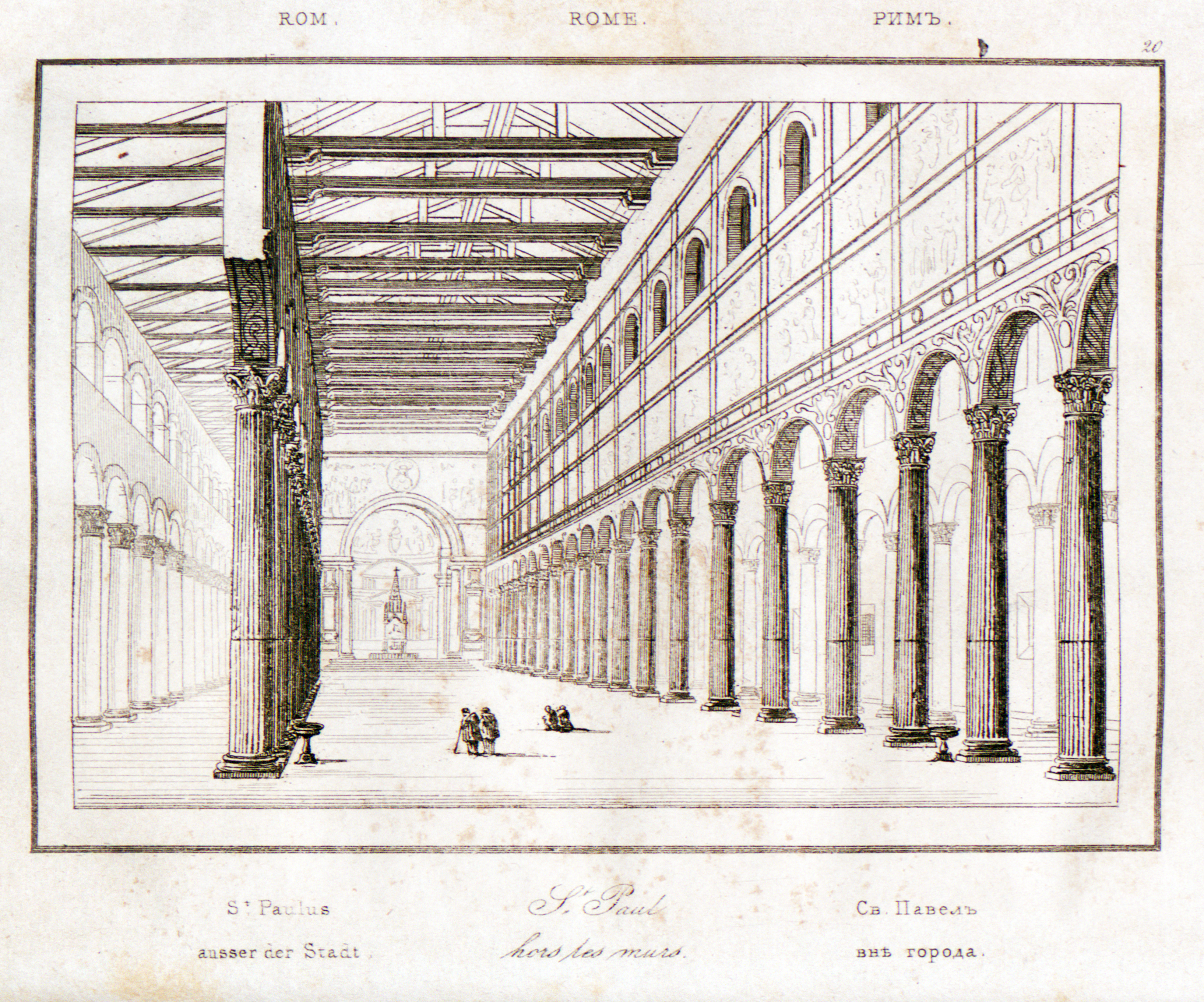
San Paolo fuori le mura, tavola tratta da Italie, 1835

## Opere
- (FR) Italie, Paris, Firmin Didot, 1835.